# Minimerende ordbog
Betegnelsen minimerende ordbog anvendes til at udtrykke noget om det antal opslagsord en ordbog indeholder. En minimerende ordbog er en ordbog, der er udarbejdet til kun at indeholde en begrænset del af de ord, der findes i et bestemt sprog. En minimerende ordbog kan sammenlignes og kontrasteres med en maksimerende ordbog.
Et eksempel på en minimerende ordbog er en ordbog, der kun indeholder de 2000 hyppigst brugte ord i det danske sprog. Et eksempel på en minimerende fagordbog er en juridisk ordbog, der kun indeholder de 200 hyppigste ord inden for faget jura.

## Fordele og ulemper
Ulempen ved en minimerende ordbog er, at den har et betydeligt mindre antal opslagsord (lemmata) end en maksimerende ordbog, og derfor vil mange brugere finde den utilstrækkelig.
Fordelen ved en minimerende ordbog er, at der er plads til flere oplysninger om opslagsordene, både sproglige og faglige oplysninger, end tilfældet er i en maksimerende ordbog af tilsvarende størrelse. Dette kan være af stor betydning, hvis den minimerende ordbog er bilingval eller polylingval, for i disse tilfælde kan der være behov for også at medtage oplysninger, sproglige og/eller faglige, om ækvivalenterne.
Betegnelsen minimerende ordbog kan anvendes på en delfagsordbog, en enkeltfagsordbog og en flerfagsordbog til at sige noget om, hvor mange termer den indeholder fra det eller de relevante fagområder

## Relevant litteratur
- Sandro Nielsen: "Forholdet mellem alordbøger og enkeltfagsordbøger", i: R. V. Fjeld (red.): Nordiske studier i leksikografi. Nordisk forening for leksikografi 1992, 275-287.